# Branchville (Alabama)
Branchville é uma cidade  localizada no estado americano do Alabama, no Condado de St. Clair.

## Demografia
Segundo o censo americano de 2000, a sua população era de 825 habitantes. 
Em 2006, foi estimada uma população de 969, um aumento de 144 (17.5%).

## Geografia
De acordo com o United States Census Bureau, a localidade tem uma área de 7,9 km², sem área coberta por água.

## Localidades na vizinhança
O diagrama seguinte representa as localidades num raio de 16 km ao redor de Branchville. 